# 少年忍者風のフジ丸
『少年忍者風のフジ丸』（しょうねんにんじゃかぜのフジまる）は、1964年6月7日から1965年8月31日にかけてNETテレビ系列で全65話が放送された東映動画製作のテレビアニメである｡
放送時間は、初回から1965年1月3日までは日曜日18時30分 - 19時。1965年1月12日から最終回までは火曜日19時30分 - 20時。モノクロ作品。

## 概要
白土三平の貸本短編集『忍者旋風』（1959年）や、週刊少年マガジンに連載されていた『風の石丸』（1960年）などを原作としたテレビアニメである。番組スポンサーの藤沢薬品工業（現：アステラス製薬及び第一三共ヘルスケア）とのタイアップのため、主人公の名前（番組タイトル）が「フジ丸」と改められた。主題歌の最後にはスポンサークレジットとともに「♪フジサ〜ワ〜、フジサ〜ワ〜、藤沢や〜く〜ひ〜ん」とスポンサー名を連呼する女性コーラスが入っていた。
作品は全話モノクロで放送されたが、第1話のみモノクロ版とは別にテスト用として制作されたカラー版が存在する。また作品中にハーモニーカットの実験も行われ、注目を集めた。
また、原作を離れ、オリジナルストーリーとなった第29話から原作者としての白土の表記もなくなった。
第28話まで、番組のラストには本間千代子を聞き手に初見良昭（戸隠流34代目）が忍術を詳しく解説する実写のミニコーナー『忍術千一夜』があった。
久松文雄による漫画版が雑誌『ぼくら』に連載されていた。

## あらすじ
物語は大きく二つに分かれる。
第1話から第28話は、白土三平の漫画「忍者旋風」のストーリーを下敷きにしており、フジ丸の生い立ちから始まり、「竜煙の書」をめぐる忍者たちの戦いを描く。赤ん坊だったフジ丸は、母が野良仕事をしている最中にワシにさらわれ、風魔十法斉率いる忍者集団の風魔一族に助けられ、少年忍者として成長する。しかし十法斉が冷酷非情の人間であり、大量殺傷兵器の製法を記した「竜煙の書」を手に入れて天下を支配しようとしているのを知り、これを阻止しようと、恐るべき秘術を持つ風魔の忍者たちや豊臣、徳川の忍者たちと死闘を繰り広げる。その間に、少女美香や身寄りのない少年太郎、わが子（フジ丸）をさらわれて自責の念にとらわれながら、それでも子を探し出そうと旅を続ける母お春などのエピソードが挿入される。
28話までの放送では、6回から10回ごとにそれまでの物語の経過を振り返る「総集編」が挿入される構成だった。
第29話から第65話（最終話）は、主人公のキャラクターをそのままに、脇役の美香と太郎をそれぞれミドリと太助に改名し、フジ丸が東映動画オリジナルの悪役と対決していくストーリー。悪役は南蛮（すなわち外国）からやってきた忍者群、忍盗羽黒族など。

## キャスト
- 風のフジ丸：小宮山清
- 太郎、太助(29話より変更)：芳川和子
- チョロ：山本嘉代子、芳川和子
- 美香、ミドリ(29話より変更)：加藤みどり
- ポン吉、おせん：伊藤牧子
- アイレル：中川謙二
- ガバルガ：久富惟晴
- ウィルフ：杉谷頼秀
- 山田八右衛門、マヌエル：内山森彦
- 十法斉、語り：湯浅実

## 主題歌
オープニングテーマ「少年忍者風のフジ丸」
歌 - 鹿内タカシ、西六郷少年合唱団 / 作詞 - 小川敬一 / 作曲・編曲 - 服部公一
「忍盗羽黒族編」の始まりの第35話からOP映像が変わって、提供は「藤沢薬品」から「フジザワ薬品」に変便される。
第1期エンディングテーマ「少年忍者風のフジ丸」（第1 - 10話）
歌 - 鹿内タカシ、西六郷少年合唱団 / 作詞 - 小川敬一 / 作曲・編曲 - 服部公一
第2期エンディングテーマ「たたかう少年忍者」（第11話 - 終）
歌 - 西六郷少年合唱団 / 作詞 - 小川敬一 / 作曲・編曲 - 服部公一
解説：第2期EDは3バージョン有り、第1バージョン（第11 - 16話）は前期ED映像（静止画像）を流用し歌は1コーラス、第2バージョン（第17 - 27話）は動画で歌は1コーラス、第3バージョン（第28話 - 終）は第2バージョンに新映像を追加し、2コーラスに拡大する一方、イントロはカットされた。　

## 各話リスト
| 話数 | サブタイトル            | 脚本          | 演出       | 作画監督            | 放映日        |
| ---- | ----------------------- | ------------- | ---------- | ------------------- | ------------- |
| 1    | フジ丸参上              | 飯島敬 志原弘 | 白川大作   | 楠部大吉郎          | 1964年 6月7日 |
| 2    | 狼ガ原の決闘            | 飯島敬 志原弘 | 矢吹公郎   | 楠部大吉郎          | 6月14日       |
| 3    | 風魔砦の対決            | 飯島敬 志原弘 | 白川大作   | 楠部大吉郎          | 6月21日       |
| 4    | 追跡者                  | 飯島敬 志原弘 | 矢吹公郎   | 楠部大吉郎          | 6月28日       |
| 5    | 謎の怪剣士              | 飯島敬 志原弘 | 田宮武     | 楠部大吉郎          | 7月5日        |
| 6    | 亡霊の洞穴              | 飯島敬 志原弘 | 勝間田具治 | 楠部大吉郎          | 7月12日       |
| 7    | 総集編                  | 飯島敬 志原弘 | 白川大作   | 楠部大吉郎          | 7月19日       |
| 8    | 忍法木の葉がくれ        | 飯島敬 志原弘 | 村山鎮雄   | 楠部大吉郎          | 7月26日       |
| 9    | 水晶の谷                | 飯島敬 志原弘 | 矢吹公郎   | 楠部大吉郎          | 8月2日        |
| 10   | 竜煙の謎                | 内田弘三      | 田宮武     | 楠部大吉郎          | 8月9日        |
| 11   | 乱心法暗夜の術          | 内田弘三      | 白川大作   | 楠部大吉郎          | 8月16日       |
| 12   | 地獄砦の忍者            | 飯島敬 志原弘 | 勝間田具治 | 楠部大吉郎          | 8月23日       |
| 13   | 謎の女忍者              | 飯島敬 志原弘 | 村山鎮雄   | 楠部大吉郎          | 8月30日       |
| 14   | 総集編                  | -             | 矢吹公郎   | 楠部大吉郎          | 9月6日        |
| 15   | 虫遁変化の術            | 飯島敬 志原弘 | 白根徳重   | 楠部大吉郎          | 9月13日       |
| 16   | 恐怖の風車手裏剣        | 内田弘三      | 白川大作   | 楠部大吉郎          | 9月20日       |
| 17   | 忍法螢火の術            | 飯島敬 志原弘 | 田宮武     | 楠部大吉郎          | 9月27日       |
| 18   | 吸血いもりの沼          | 飯島敬 志原弘 | 勝間田具治 | 楠部大吉郎          | 10月4日       |
| 19   | 伊賀流刃の滝            | 飯島敬 志原弘 | 村山鎮雄   | 楠部大吉郎          | 10月11日      |
| 20   | 忍び凧の脱出            | 飯島敬 志原弘 | 矢吹公郎   | 楠部大吉郎          | 10月18日      |
| 21   | 子の刻参上              | 内田弘三      | 白根徳重   | 楠部大吉郎          | 10月25日      |
| 22   | 死の絶壁                | 飯島敬 志原弘 | 田宮武     | 楠部大吉郎          | 11月1日       |
| 23   | 死神小僧の逃戦          | 飯島敬 志原弘 | 白川大作   | 楠部大吉郎          | 11月8日       |
| 24   | 総集編                  | -             | 矢吹公郎   | 楠部大吉郎          | 11月15日      |
| 25   | 忍法ぎやまん砦          | 飯島敬 志原弘 | 勝間田具治 | 楠部大吉郎          | 11月22日      |
| 26   | 忍法顔取りの術          | 飯島敬 志原弘 | 村山鎮雄   | 楠部大吉郎          | 11月29日      |
| 27   | 忍法雷発の術            | 飯島敬 志原弘 | 矢吹公郎   | 楠部大吉郎          | 12月6日       |
| 28   | 竜煙の巻 大団円         | 白川大作      | 白川大作   | 楠部大吉郎          | 12月13日      |
| 29   | 南蛮邪法変 謎の難破船   | 志原弘        | 白根徳重   | 大工原章            | 12月20日      |
| 30   | あばれ人ごま            | 志原弘        | 真野好央   | 大工原章            | 12月27日      |
| 31   | マシンガンの怪人        | 志原弘        | 白川大作   | 大工原章            | 1965年 1月3日 |
| 32   | 黒豹使いの罠            | 志原弘        | 田宮武     | 大工原章            | 1月12日       |
| 33   | 恐怖の黒魔術            | 志原弘        | 矢吹公郎   | 大工原章            | 1月19日       |
| 34   | まぼろし島の決闘        | 飯島敬 志原弘 | 村山鎮雄   | 楠部大吉郎          | 1月26日       |
| 35   | 忍盗羽黒族 怪盗三日月   | 内田弘三      | 矢吹公郎   | 大工原章            | 2月2日        |
| 36   | 忍法稲妻隠れ            | 内田弘三      | 白川大作   | 大工原章            | 2月9日        |
| 37   | 水牢地獄                | 内田弘三      | 田宮武     | 大工原章            | 2月16日       |
| 38   | 処刑場襲撃              | 内田弘三      | 白根徳重   | 大工原章            | 2月23日       |
| 39   | 如月城の仇討            | 内田弘三      | 真野好央   | 大工原章            | 3月2日        |
| 40   | 那智忍者館 隠し牢の少年 | 吉野次郎      | 矢吹公郎   | 大工原章            | 3月9日        |
| 41   | 火炎の壁                | 吉野次郎      | 村山鎮雄   | 大工原章            | 3月16日       |
| 42   | 水底の忍者              | 吉野次郎      | 勝間田具治 | 大工原章            | 3月23日       |
| 43   | 月影の妖剣              | 吉野次郎      | 村山鎮雄   | 大工原章            | 3月30日       |
| 44   | 秘薬の謀計              | 吉野次郎      | 白川大作   | 大工原章            | 4月6日        |
| 45   | 枯れ滝の対決            | 吉野次郎      | 田宮武     | 大工原章            | 4月13日       |
| 46   | 秘宝大争忍 伊賀火炎陣   | 谷井敬        | 白根徳重   | 大工原章            | 4月20日       |
| 47   | 幻水噴流法              | 谷井敬        | 竹田満     | 楠部大吉郎          | 4月27日       |
| 48   | 疾風枯葉の術            | 谷井敬        | 真野好央   | 大工原章            | 5月4日        |
| 49   | 南蛮幻獣法              | 谷井敬        | 勝間田具治 | 大工原章 小田部羊一 | 5月11日       |
| 50   | 忍法反射鏡              | 谷井敬        | 矢吹公郎   | 大工原章            | 5月18日       |
| 51   | 甲賀鉄甲術              | 谷井敬        | 白川大作   | 大工原章 小田部羊一 | 5月25日       |
| 52   | 忍法火炎竜              | 谷井敬        | 村山鎮雄   | 大工原章 小田部羊一 | 6月1日        |
| 53   | 北條乱波党 妖鬼虚空刀   | 田中実        | 矢吹公郎   | 大工原章 小田部羊一 | 6月8日        |
| 54   | 忍者幽鬼                | 田中実        | 田宮武     | 楠部大吉郎          | 6月15日       |
| 55   | 影鬼と太助              | 田中実        | 竹田満     | 大工原章 小田部羊一 | 6月22日       |
| 56   | 副頭領幻鬼              | 田中実        | 白根徳重   | 大工原章 小田部羊一 | 6月29日       |
| 57   | 鹿島流秘太刀            | 田中実        | 真野好央   | 大工原章 小田部羊一 | 7月6日        |
| 58   | 風雲大阪城              | 田中実        | 白川大作   | 大工原章 小田部羊一 | 7月13日       |
| 59   | 戦国悪商人 浪人払い     | 加藤精二      | 田宮武     | 楠部大吉郎          | 7月20日       |
| 60   | 刀狩り                  | 加藤精二      | 勝間田具治 | 大工原章            | 7月27日       |
| 61   | 大砲騒動                | 加藤精二      | 矢吹公郎   | 大工原章 小田部羊一 | 8月3日        |
| 62   | 暗殺者                  | 加藤精二      | 村山鎮雄   | 大工原章 小田部羊一 | 8月10日       |
| 63   | 悪の城                  | 加藤精二      | 勝間田具治 | 大工原章            | 8月17日       |
| 64   | 忍者の陰謀              | 加藤精二      | 竹田満     | 大工原章 小田部羊一 | 8月24日       |
| 65   | 南蛮寺の対決            | 加藤精二      | 白根徳重   | 大工原章 小田部羊一 | 8月31日       |

参考：『東映動画アーカイブス にっぽんアニメの原点』ワールドフォトプレス、2010年。
第29話から原作者表記が無くなる。

## スタッフ
- 原作：白土三平 ※第28話まで
- 原案：木谷梨男、福原宗司
- 企画：飯島敬、小野沢寛、斎藤侑
- 美術：浦田又治 ほか
- 音楽：服部公一
- 原画：宮崎駿 ほか
- 動画：宮崎駿 ほか

## 放送局
- NETテレビ（現：テレビ朝日）
- 北海道放送（TBS系列）：月曜 18:00 - 18:30[6]
- 秋田放送（日本テレビ系列）：水曜 19:00 - 19:30[7]
- 山形放送（日本テレビ系列）：木曜 18:15 - 18:45[8]
- 仙台放送（当時は日本テレビ・フジテレビ系列）：土曜 18:15 - 18:45[9]
- 福島テレビ（当時は日本テレビ・TBS系列）：日曜 18:00 - 18:30[10]
- 新潟放送（TBS系列）：金曜 17:30 - 18:00（1964年8月14日まで） → 火曜 18:00 - 18:30（1964年8月25日より）[11]
- 北日本放送（日本テレビ系列）：火曜 19:00 - 19:30[12]
- 北陸放送（TBS系列）：火曜 18:00 - 18:30[12]
- 名古屋放送（当時は日本テレビ・NETテレビ系列）
- 毎日放送（当時はNETテレビ系列）
- 中国放送（TBS系列）
- 九州朝日放送（1964年9月までフジテレビ系列とのクロスネット、10月以降はNETテレビ系列単独）
- 琉球放送（TBS系列）

## 劇場版
東映系にてTVブローアップ版3本が上映されている。
- 少年忍者風のフジ丸・謎のアラビヤ人形（1964年7月21日、『まんが大行進』で公開）
  - 同時上映は、『狼少年ケン』・『エイトマン』・『鉄人28号』（第1作）の3本。なお本作は1週間で上映を終了し、代わって7月28日からは『忍者部隊月光』（劇場用新作）を上映。
- 少年忍者風のフジ丸・まぼろし魔術団（1965年3月20日公開）
  - 同時上映は、『ガリバーの宇宙旅行』・『狼少年ケン』の2本。
- 少年忍者風のフジ丸・大猿退治（1965年7月24日、『まんが大行進』で公開）
  - 同時上映は、『狼少年ケン』・『宇宙パトロールホッパ』・『スーパージェッター』・『宇宙少年ソラン』・『噫（ああ）!吉展ちゃん』（ドキュメンタリー映画）の5本。

## 映像ソフト
- 本作のビデオソフトは、古くは1971年に東映ビデオ第4回発売作品として2万5000円で発売されており[13]、当時はオープンリールの各方式で供給されていた。
- 1981年頃には東映芸能ビデオから、ミリオンセラー・シリーズとしてカラー版第1話を収録したVHSが1万2800円で発売されていた[14]。
- 2005年、ウォルト・ディズニー・ジャパン株式会社から本作の第1話（モノクロ版）、第3話、第4話、第27話および「狼少年ケン」、「ハッスルパンチ」を収録したDVD-BOX「東映アニメモノクロ傑作選 Vol.1」が発売された。2006年には「フジ丸」単品でも発売された。
- 2013年、ベストフィールドから全話を収録したDVD-BOX全2巻が発売された。第1話はモノクロ版のみの収録となっている。本編後の「忍術千一夜」のコーナーは現存する26話分が収録されている。
- この他、1986年に東映ビデオから発売された「TVヒーロー主題歌全集 4 アニメ編」（VHS）と、1998年より同じく東映ビデオから発売されたリニューアル版「東映アニメ主題歌大全集」（VHS・レーザーディスク・DVD）に、OPとEDが収録、VHS版はカラー版OP・カラー版第1期ED・第2期ED第3バージョンを収録、LDとDVDはメイントラックに先述の3種類のOP・EDを収録し、ボーナストラックにはモノクロ版OP・モノクロ版第1期ED・第2期ED第1バージョン・同第2バージョン、そして「忍術千一夜」OP（2バージョン有り）を収録している。なおOPには藤沢薬品の提供クレジット（&CMソング）も収録されている。